# 崇福寺 (群馬県甘楽町)
崇福寺（そうふくじ）は、群馬県甘楽郡甘楽町にある臨済宗妙心寺派の寺院。

## 歴史
江戸時代前期、織田信久の開基である。信久は小幡藩の藩主である。小幡藩織田家は、これまで当地の古刹で小幡氏の菩提寺だった宝積寺を菩提寺としていたが、信久の代に当寺を建てて菩提寺を変更、織田信雄以降の父祖の墓を移葬した。
移葬の理由として、宝積寺の晋山式（住職就任式）の際、藩主たる織田家の席次が下位であることに不満を持ち、菩提寺を変更したという話が伝わっている。別の説では、宝積寺は曹洞宗の寺であったが、織田家の宗旨は臨済宗だったことから、岐阜の崇福寺にあやかって、同名の寺を創建したという。
織田信邦の代に、明和事件に巻き込まれ、織田家は高畠藩（後に天童藩）に転封、以降の藩主は当寺に葬られなくなった。
織田氏累代の墓所は2016年度（平成28年度）から2019年度（令和元年度）にかけて保全事業が進められ、墓石を覆う霊屋が設けられた他、周辺は「織田公公園」として整備されている。

## 文化財
甘楽町指定重要文化財
- 小幡山崇福寺の下馬の碑（1973年（昭和48年）12月12日指定）
- 崇福寺の石造聖観音坐像（2010年（平成22年）3月26日指定）
- 織田氏の位牌（2018年（平成30年）1月31日指定）

甘楽町指定史跡
- 織田氏七代の墓（2005年（平成17年）12月22日指定）

## 交通アクセス
- 富岡ICより車8分。